# Berchska skalan

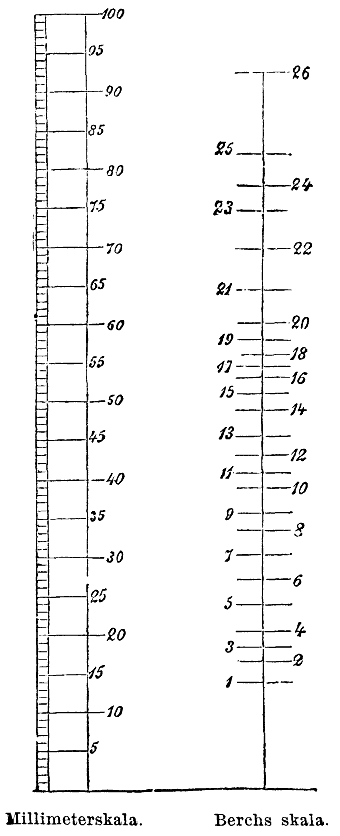
Millimeterskala (vänster) och berchska skala (höger).

Berchska skalan, eller Mensura magnitudinis Nummorum, är en skala som anger storleken på svenska mynt och medaljer. Den är uppkallad efter dess skapare Carl Reinhold Berch som publicerade den år 1773 i sitt verk Beskrifning öfwer swenska mynt och kongl. skåde-penningar. 
Ursprungligen täckte skalan 26 "storlekar", godtyckligt numrerade efter diameter. Exempelvis är en medalj med en diameter på 24 millimeter är "av femte storleken", en med en diameter på 33 millimeter är "av åttonde storleken". Vissa "halvstorlekar" har tillkommit, till exempel "7½ storleken" med en diameter på 31 millimeter. Idag finns varken mynt eller medaljer större än 18:e storleken. 
Skalan används fortfarande för att avgöra värdet på belöningsmedaljer, som idag nästan uteslutande präglas i dessa sex storlekar:
| Storlek        | Diameter        | Bärs normalt i               | Exempel                                                                  |
| -------------- | --------------- | ---------------------------- | ------------------------------------------------------------------------ |
| 18:e storleken | 56 millimeter   | kedja eller band om halsen   | Illis quorum meruere labores i guld av 18:e storleken med kedja          |
| 15:e storleken | 51 millimeter   | kedja eller band om halsen   | Krigsvetenskapsakademiens stora belöningsmedalj i guld av 15:e storleken |
| 12:e storleken | 43 millimeter   | band om halsen               | H.M. Konungens medalj i guld av 12:e storleken med Serafimerordens band  |
| 8:e storleken  | 33 millimeter   | band eller rosett på bröstet | Litteris et Artibus i guld av 8:e storleken                              |
| 6:e storleken  | 27,5 millimeter | band eller rosett på bröstet | För nit och redlighet i rikets tjänst i guld av 6:e storleken            |
| 5:e storleken  | 24 millimeter   | band eller rosett på bröstet | För berömliga gärningar i guld av 5:e storleken                          |